# Amphoe Na Yai Am
Amphoe Na Yai Am (Thai: อำเภอ นายายอาม) ist ein Landkreis (Amphoe – Verwaltungs-Distrikt) im Westen der Provinz Chanthaburi. Die Provinz Chanthaburi liegt im Osten der Zentralregion von Thailand.

## Geographie
Benachbarte Amphoe (im Uhrzeigersinn von Westen aus): Amphoe Klaeng in der Provinz Rayong sowie die Amphoe Kaeng Hang Maeo und Tha Mai der Provinz Chanthaburi. Im Südwesten liegt der Golf von Thailand.

## Geschichte
Der „Zweigkreis“ (King Amphoe) Na Yai Am wurde am 1. April 1992 eingerichtet, indem die fünf westlichen Tambon des Amphoe Tha Mai abgetrennt wurden.
Am 5. Dezember 1996 bekam Na Yai Am den vollen Amphoe-Status.

## Verwaltung

### Provinzverwaltung
Der Landkreis Na Yai Am ist in sechs Tambon („Unterbezirke“ oder „Gemeinden“) eingeteilt, die sich weiter in 67 Muban („Dörfer“) unterteilen.
| Nr. | Name       | Thai     | Muban | Einw.  |
| --- | ---------- | -------- | ----- | ------ |
| 01. | Na Yai Am  | นายายอาม | 15    | 10.598 |
| 02. | Wang Tanot | วังโตนด   | 10    | 03.730 |
| 03. | Krachae    | กระแจะ   | 11    | 04.692 |
| 04. | Sanam Chai | สนามไชย  | 08    | 04.403 |
| 05. | Chang Kham | ช้างข้าม   | 13    | 04.758 |
| 06. | Wang Mai   | วังใหม่    | 10    | 05.524 |

### Lokalverwaltung
Es gibt drei Kommunen mit „Kleinstadt“-Status (Thesaban Tambon) im Landkreis:
- Sanam Chai (Thai: เทศบาลตำบลสนามไชย) bestehend aus dem kompletten Tambon Sanam Chai.
- Chang Kham (Thai: เทศบาลตำบลช้างข้าม) bestehend aus dem kompletten Tambon Chang Kham.
- Na Yai Am (Thai: เทศบาลตำบลนายายอาม) bestehend aus Teilen des Tambon Na Yai Am.

Außerdem gibt es vier „Tambon-Verwaltungsorganisationen“ (องค์การบริหารส่วนตำบล – Tambon Administrative Organizations, TAO)
- Na Yai Am (Thai: องค์การบริหารส่วนตำบลนายายอาม) bestehend aus Teilen des Tambon Na Yai Am.
- Wang Tanot (Thai: องค์การบริหารส่วนตำบลวังโตนด) bestehend aus dem kompletten Tambon Wang Tanot.
- Krachae (Thai: องค์การบริหารส่วนตำบลกระแจะ) bestehend aus dem kompletten Tambon Krachae.
- Wang Mai (Thai: องค์การบริหารส่วนตำบลวังใหม่) bestehend aus dem kompletten Tambon Wang Mai.